# Leave the World Behind (film)
Leave the World Behind är en dokumentärfilm om Swedish House Mafia, i regi av Christian Larson och med Jonas Åkerlund som exekutiv producent. Filmen premiärvisades den 12 mars 2014 på filmfestivalen South by Southwest (SXSW) i Austin, USA.